# Dante Amaral
Dante Amaral est un joueur de volley-ball brésilien né le 30 septembre 1980 à Itumbiara (Goiás). Il mesure 2,01 m et joue réceptionneur-attaquant. Il totalise 162 sélections en équipe du Brésil. Il présente l'un, si ce n'est le, des palmarès les plus riches et les plus diversifiés du volley-ball mondial.

## Clubs
| Club                  | De        | À         |
| --------------------- | --------- | --------- |
| Suzano São Paulo      | 2000-2001 | 2000-2001 |
| Minas Tênis Clube     | 2001-2002 | 2001-2002 |
| Pallavolo Modène      | 2002-2003 | 2004-2005 |
| Panathinaikos Athènes | 2005-2006 | 2007-2008 |
| Brasil Vôlei Clube    | 2008-2009 | 2008-2009 |
| Dinamo Moscou         | 2009-2010 | 2010-2011 |
| RJ Vôlei              | 2011-2012 | 2012-2013 |
| Panasonic Panthers    | 2013-2014 | ...       |

## Palmarès

### Club et équipe nationale
- Jeux olympiques (1)
  - Vainqueur : 2004
  - Finaliste : 2008, 2012
- Championnat du monde (3)
  - Vainqueur : 2002, 2006, 2010
- Ligue mondiale (8)
  - Vainqueur : 2001, 2003, 2004, 2005, 2006, 2007, 2009, 2010
  - Finaliste : 2002
- Coupe du monde (2)
  - Vainqueur : 2003, 2007
- World Grand Champions Cup (2)
  - Vainqueur : 2005, 2009
  - Finaliste : 2001
- Jeux panaméricains (1)
  - Vainqueur : 2007
- Copa America (1)
  - Vainqueur : 2001
  - Finaliste : 2000, 2005, 2007, 2008
- Championnat d'Amérique du Sud (6)
  - Vainqueur : 2001, 2003, 2005, 2007, 2009, 2011
- Championnat du Japon (1)
  - Vainqueur : 2014
- Championnat de Russie
  - Finaliste : 2011
- Championnat de Grèce (1)
  - Vainqueur : 2006
  - Finaliste : 2007, 2008
- Championnat d'Italie
  - Finaliste : 2003
- Championnat du Brésil (2)
  - Vainqueur : 2002, 2013
  - Finaliste : 2001
- Coupe de Russie
  - Finaliste : 2011
- Coupe de Grèce (2)
  - Vainqueur : 2007, 2008
  - Finaliste : 2006

### Distinctions individuelles
- Meilleur réceptionneur de la Ligue mondiale 2004
- Meilleur attaquant des Jeux olympiques de 2004
- Meilleur joueur et meilleur marqueur de la Copa America 2005
- Meilleur contreur de la Ligue mondiale 2005
- Meilleur attaquant du Championnat du monde 2006
- Meilleur attaquant de la Coupe du monde 2007
- Meilleur attaquant de la Ligue mondiale 2008
- Meilleur attaquant de la Ligue des champions 2009-2010
- Meilleur attaquant du Championnat d'Amérique du Sud 2011